# Elio Nissim
Elio Nissim (Firenze, 1899 – Reading, 13 giugno 1996) è stato un avvocato, giornalista, traduttore e scrittore italiano.

## Biografia
Nasce da una famiglia di avvocati, il padre Aristide è titolare di un noto studio legale di Firenze. Studia giurisprudenza dapprima presso l’università di Pisa, poi presso quella di Firenze. Ha come insegnante Piero Calamandrei col quale discute una tesi sul diritto di famiglia. Durante gli anni di università frequenta il Caffè Le Giubbe Rosse ed ha modo di conoscere molti personaggi del panorama culturale fiorentino del primo novecento, fra cui Eugenio Montale, Giovanni Papini, Aldo Palazzeschi e particolarmente Ardengo Soffici e Arturo Loria con i quali si lega d'amicizia.
Dopo la laurea inizia il suo tirocinio di avvocato nello studio del padre, alla morte del quale, nel 1927, ne assume la direzione assieme al fratello Renzo.
Nel novembre 1938 le leggi razziali impongono ai due fratelli di chiudere lo studio. Poche settimane dopo Elio parte per Londra dove ha colleghi ed amici che lo aiutano a cercare una sistemazione, mentre il fratello Renzo a sua volta già il 4 dicembre 1938 s'imbarca per rifugiarsi a New York dove per vivere si adatta a vari lavori tra cui il piano bar e il guardiano notturno.

Nel giugno del 1939, scoppia la seconda guerra mondiale ed Elio, in quanto cittadino di una nazione nemica, viene internato nell’Isola di Man. Pochi mesi dopo viene tuttavia rilasciato e invitato a far parte di un gruppo di espatriati italiani che collaboravano con la sezione italiana della BBC che di lì a poco prende il nome di Radio Londra, un'attività che dura fino al 1946.
Tra gli italiani che, oltre a Nissim, collaboravano con Radio Londra c'erano i fratelli Paolo e Piero Treves, figli del socialista Claudio Treves, Umberto Calosso, Uberto Limentani, Ruggero Orlando e Arnaldo Momigliano.
Nel 1946 si specializza nel diritto matrimoniale internazionale e torna a esercitare la professione di avvocato che abbandona nel 1958 anno in cui inizia a collaborare con il settimanale Il Mondo di Mario Pannunzio nel quale è titolare di una rubrica di costume, dal titolo Aria di Londra, che tiene fino al 12 giugno 1965.In Inghilterra conosce Eduardo De Filippo e si lega con lui di durevole amicizia.
In collaborazione con Laura del Bono, traduce numerosi lavori teatrali inglesi, di Harold Pinter in particolare. Scrive una serie di racconti di carattere autobiografico, Il Pappagallo del nonno. Ricordi anglo fiorentini, pubblicati postumi nel 2003.
Muore il 13 giugno 1996 a Reading (Inghilterra).

## Opere
Traduzioni di Drammaturgie di Harold Pinter

(in collaborazione con Laura del Bono)
- La stanza (The Room, 1957)
- Il compleanno (The birthday party, 1957)
- Il calapranzi (The dumb waiter, 1957)
- Un leggero malessere (A slight ache, 1958)
- La serra (The hothouse, 1958)
- Il Black and White (The Black and White, 1959)
- Il guardiano (The caretaker, 1959)
- Grane di fabbrica (Trouble in the works, 1959)
- L'ultimo ad andarsene, (Last to go, 1959)
- Fermata a richiesta, (Request Stop, 1959)
- Una serata fuori (A night out, 1959)
- Questo è il tuo guaio (That's your problem, 1959)
- Il candidato (The applicant, 1959)
- Dialogo a tre (Dialogue for three, 1959)
- Scuola serale (Night school, 1960)
- I nani (The dwarfs, 1960)
- L'amante (The lover, 1961)
- La collezione (The collection, 1961)
- Il tè (Tea party, 1964)
- Il ritorno a casa (The homecoming, 1964)
- Il seminterrato (The basement, 1966)
- Paesaggio (Landscape, 1967)
- Silenzio (Silence, 1968)
- Notte (Night, 1969)
- Vecchi tempi (Old Times, 1970)
- Monologo (Monologue, 1972)
- Terra di nessuno (No Man's Land, 1974)
- Tradimenti (Betrayal, 1978)
- Voci di famiglia (Family Voices, 1980)
- Una specie di Alaska (A Kind of Alaska, 1982)
- Victoria Station, 1982
- Il bicchiere della staffa (One for the road, 1984)
- Il linguaggio della montagna (Mountain Language, 1988)
- Il nuovo ordine del mondo (The New World Order (1991)
- Party Time (1991)
- Chiaro di luna (Moonlight, 1993)

Narrativa
- Elio Nissim, Il pappagallo del nonno, ricordi anglo-fiorentini, Pasian di Prato (UD), Campanotto Editore, 1º gennaio 2003, ISBN 9788845603402.